# Карл Вурстер
Карл Вурстер (нім. Carl Wurster; 2 грудня 1900, Штутгарт — 14 грудня 1974, Франкенталь) — німецький хімік і підприємець. Кавалер Лицарського хреста Хреста Воєнних заслуг.

## Біографія
П'ятий син міського поліцейського радника. З липня 1918 року брав участь в Першій світової війні. Вивчав хімію у Вищому технічному училищі Штутгарта. В 1923 році здобув докторське звання і в ступив на роботу в BASF. Після злиття компаній в 1924 році перейшов у I.G. Farben. В 1934 році за домовленістю очолив неорганічний відділ, з 1936 року — заступник директора. В 1937 році вступив в НСДАП. Вурстер став членом ради директорів Німецького товариства боротьби зі шкідниками, а також повноправним членом ради директорів та операційним менеджером I.G. Farben. Після початку Другої світової війни став членом Ради оборонної економіки при Імперській торговій палаті. В 1941-45 роках — президент Торгової палати Пфальцу. На Нюрнберзькому процесі у справі I.G. Farben 30 липня 1948 року був повністю виправданий.
З 1951 року — сенатор Товариства Макса Планка. Після відновлення BASF 30 січня 1952 року очолив правління компанії. В 1958 році був зарахований в раду директорів, з 1960 року — заступник голови. В 1972 році вийшов на пенсію.

## Нагороди
- Почесний хрест ветерана війни з мечами
- Лідер воєнної економіки
- Хрест Воєнних заслуг 2-го і 1-го класу
- Лицарський хрест Хреста Воєнних заслуг (1944)[3]
- Орден «За заслуги перед Федеративною Республікою Німеччина», великий офіцерський хрест (1955)
- Плакета Карла Дуйсберга Товариства німецьких хіміків (1965)
- Почесний член Гайдельберзької академії наук (1966)
- Премія імені Шиллера міста Мангайм (1967)
- Медаль Гарнака Товариства Макса Планка (1970)
- Почесний сенатор Товариства Макса Планка (1972), університетів Майнца і Карлсруе
- Баварський орден «За заслуги»
- Почесний громадянин міста Людвігсгафен